# جورج هنري هويت
جورج هنري هويت هو سياسي أمريكي، ولد في 25 نوفمبر 1837 في Athol, Massachusetts ‏ في الولايات المتحدة، وتوفي بنفس المكان في 2 فبراير 1877. نشط حزبياً في الحزب الجمهوري. وقد انتخب عضو مجلس نواب ماساتشوستس ‏.